# The Warriors EP
The Warriors EP è un EP del gruppo musicale statunitense P.O.D., pubblicato nel 1999 per la Atlantic Records.

## Tracce
1. Intro – 1:38
2. Southtown – 4:30
3. Breathe Babylon – 6:02
4. Rosa Linda – 1:42
5. Draw The Line – 3:14
6. Full Color – 5:53
7. Sabbath – 4:33

## Formazione
- Paul "Sonny" Sandoval - voce
- Marcos Curiel - chitarra
- Mark "Traa" Daniels - basso
- Noah "Wuv" Bernardo - batteria